# Cornelis Schalker

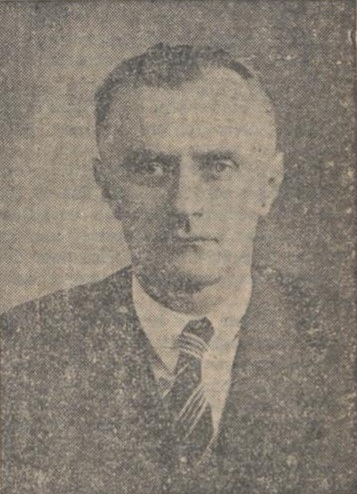
C.J.P. Schalker

Cornelis („Cees/Kees“) Johannes Pieter Schalker (* 31. Juli 1890 in Den Haag; † 12. Februar 1944 in Scheveningen) war ein niederländischer, kommunistischer Politiker und Widerstandskämpfer gegen die deutsche Besatzung.

## Leben
Schalker besuchte die Volks- sowie Handelsabendschule in Delft und arbeitete bis 1933 als kaufmännischer Angestellter dort. 1914 trat er der Sozialdemokratischen Arbeiterpartei (SDAP) bei,  wechselte jedoch 1916 zur marxistischen Sozialdemokratischen Partei (SDP), welche sich im November 1918 in Kommunistische Partei Hollands (CPH) und 1935 in Kommunistische Partei der Niederlande (CPN) umbenannte.
Von Dezember 1919 bis April 1929 war Schalker Mitglied des Delfter Gemeinderates und von September 1931 bis Juli 1937 des Gemeinderates von Amsterdam. Von Juli 1933 bis Juni 1937 war er Abgeordneter der Zweiten Kammer des niederländischen Parlaments und dort Sprecher seiner Partei für Landwirtschaft und Außenpolitik.
1925 wurde Schalker in das Zentralkomitee (ZK) der CPH gewählt. 1929/30 wirkte Schalker als Sekretär des Provinzkomitees Südholland der CPH. Ab 1930 war er Politischer Sekretär des ZK der CPH. Auf dem VII. Weltkongress der Komintern wurde er im Sommer 1935 zum Kandidaten des Exekutivkomitees der Kommunistischen Internationale (EKKI) gewählt. 1937/1938 vertrat er die CPN bei der Komintern in Moskau. 1938 wurde er Sekretär des ZK der CPN und war von 1938 bis zu seinem Tode Vorsitzender der Rotterdamer CPN. 1939/40 gehörte er als Mitglied dem Gemeinderat von Rotterdam an.
Nach der Besetzung der Niederlande durch die Wehrmacht im Mai 1940 wurde Schalker Mitglied der illegalen Leitung der CPH und Organisator der illegalen Parteizeitung De Waarheid, die im November 1940 erstmals erschien. Er nahm aktiv am Widerstand gegen die NS-Besatzer teil, weshalb er am 14. November 1943 in Utrecht verhaftet und im Gefängnis von Scheveningen – dem sogenannten „Oranjehotel“ – inhaftiert wurde. Am 12. Februar 1944 wurde er in der Waalsdorpervlakte erschossen.

### Familie
Schalker war seit 1914 verheiratet und hatte einen Sohn und eine Tochter. Sein Sohn, Jan Schalker (1914–1978), war nach dem Krieg ebenfalls ein bekannter kommunistischer Politiker.